# Cá dốc
Spinibarbus maensis là một loài cá thuộc họ Cá chép.
Đây là một loài cá đặc hữu của Việt Nam, được phát hiện vào năm 2007 trên sông Mã và sông Ngàn Phố. Tên khoa học của loài này được đặt theo tên của sông Mã. Tên tiếng Việt là cá dốc.